# Социалистическая улица (Горелово)
Социалисти́ческая улица — улица в Красносельском районе Санкт-Петербурга на территории посёлка Горелово. Соединяет Полевую улицу и Авиационную улицу. Протяжённость — 1600 м.

## История
Улица получила название в честь Октябрьской социалистической революции.

## География
Улица проложена в направлении с юго-запада на северо-восток (по нумерации домов). Северная оконечность улицы примыкает к Полевой улице и является продолжением бокового проезда Красносельского шоссе; южная часть пролегает параллельно реке Дудергофке.
По мере возрастания нумерации домов не изменяется тип застройки улицы: сохраняется малоэтажная застройка.

## Транспорт
- Железнодорожная платформа Горелово (610 м)
- Бесплатная развозка до гипермаркета «О'Кей».

Остановка «Полевая улица»:
- Автобусы: № 20, 81, 145, 145Б, 145Э, 147, 165, 181, 245, 632, 639А
- Маршрутные такси: № 105А, 631, 650В

На пересечении с Аннинским шоссе:
- Автобусы: № 20, 81, 145, 145Б, 145Э, 147, 165, 181, 245, 442, 458, 458Б, 481, 482, 482В, 484, 487, 546, 632А, 636, 639А
- Маршрутные такси: № 105А, 631, 650В

## Примыкание и пересечение улиц
С северо-востока на юго-запад:
- Полевая улица — примыкание

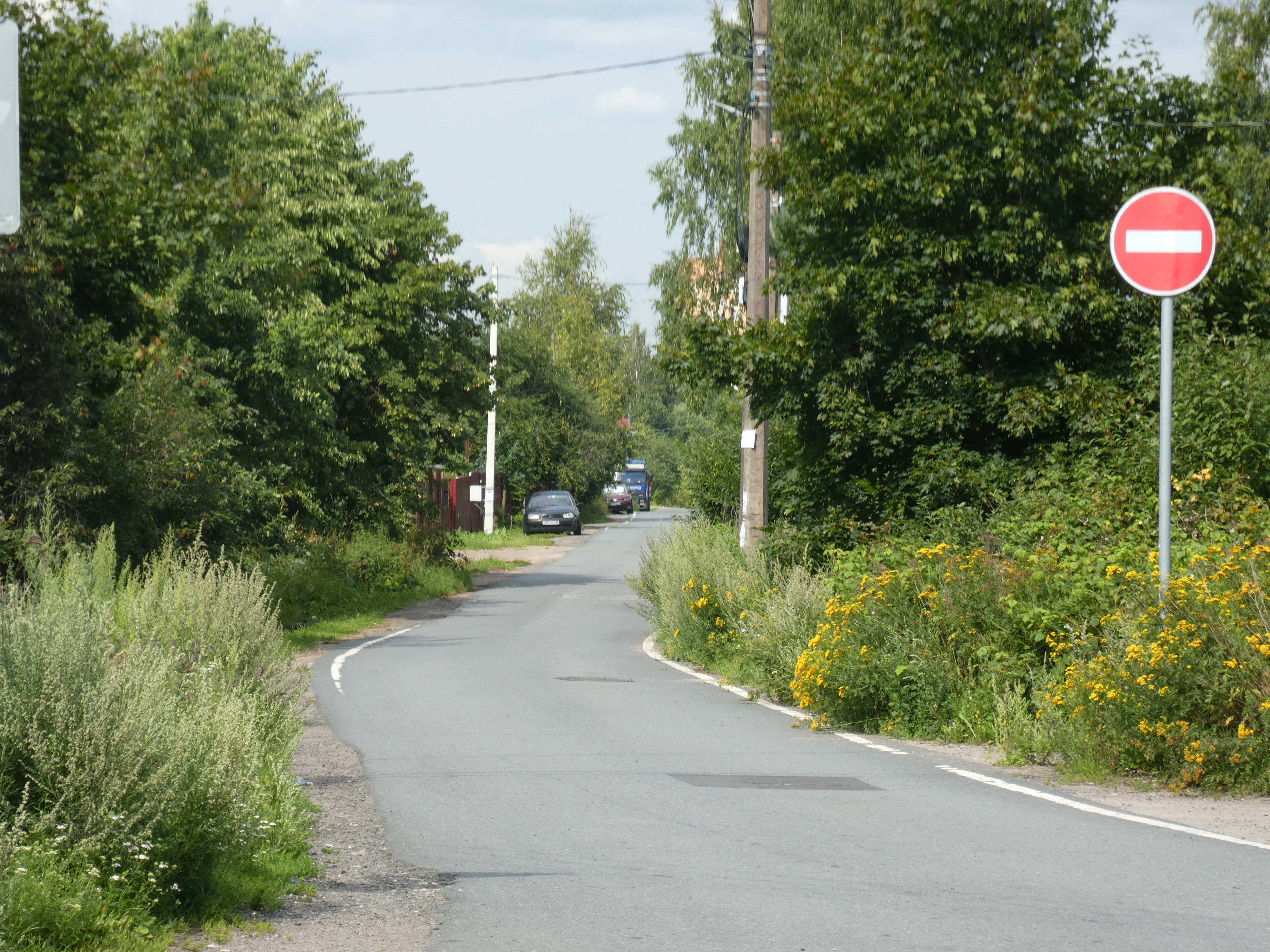
Вид от Аннинского шоссе на северо-восток

- Новопроложенная улица — пересечение
- Малая улица — примыкание
- Аннинское шоссе — пересечение
- Тихий переулок — примыкание
- Речной переулок — пересечение
- Парковочная улица — пересечение
- Посёлковый переулок — пересечение
- Авиационная улица — примыкание